# جيريمي ماري
جيريمي ماري (بالفرنسية: Jérémy Marie)‏ هو كاتب فرنسي، ولد في 12 مارس 1984 في روان في فرنسا.

## معرض صور

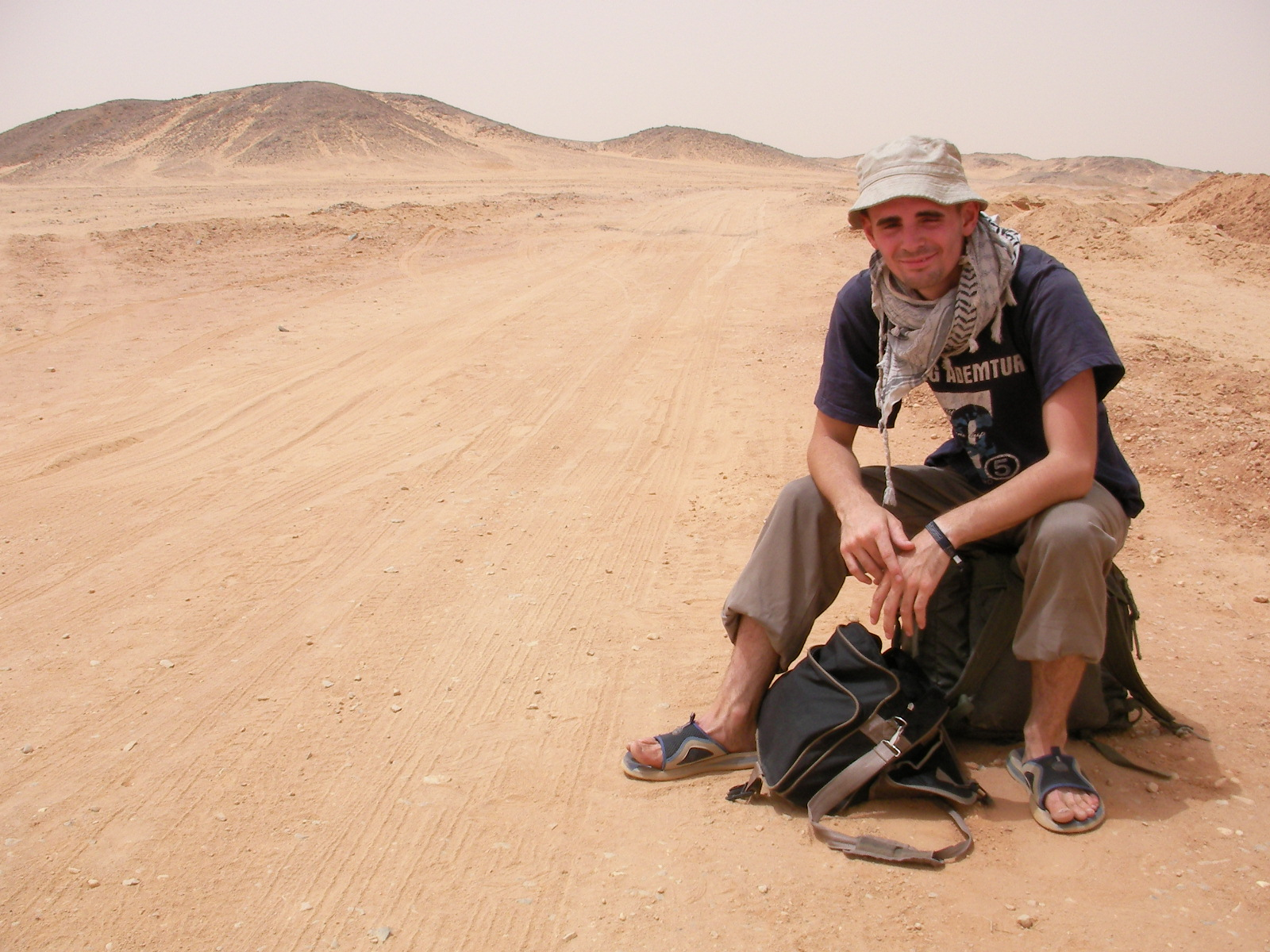
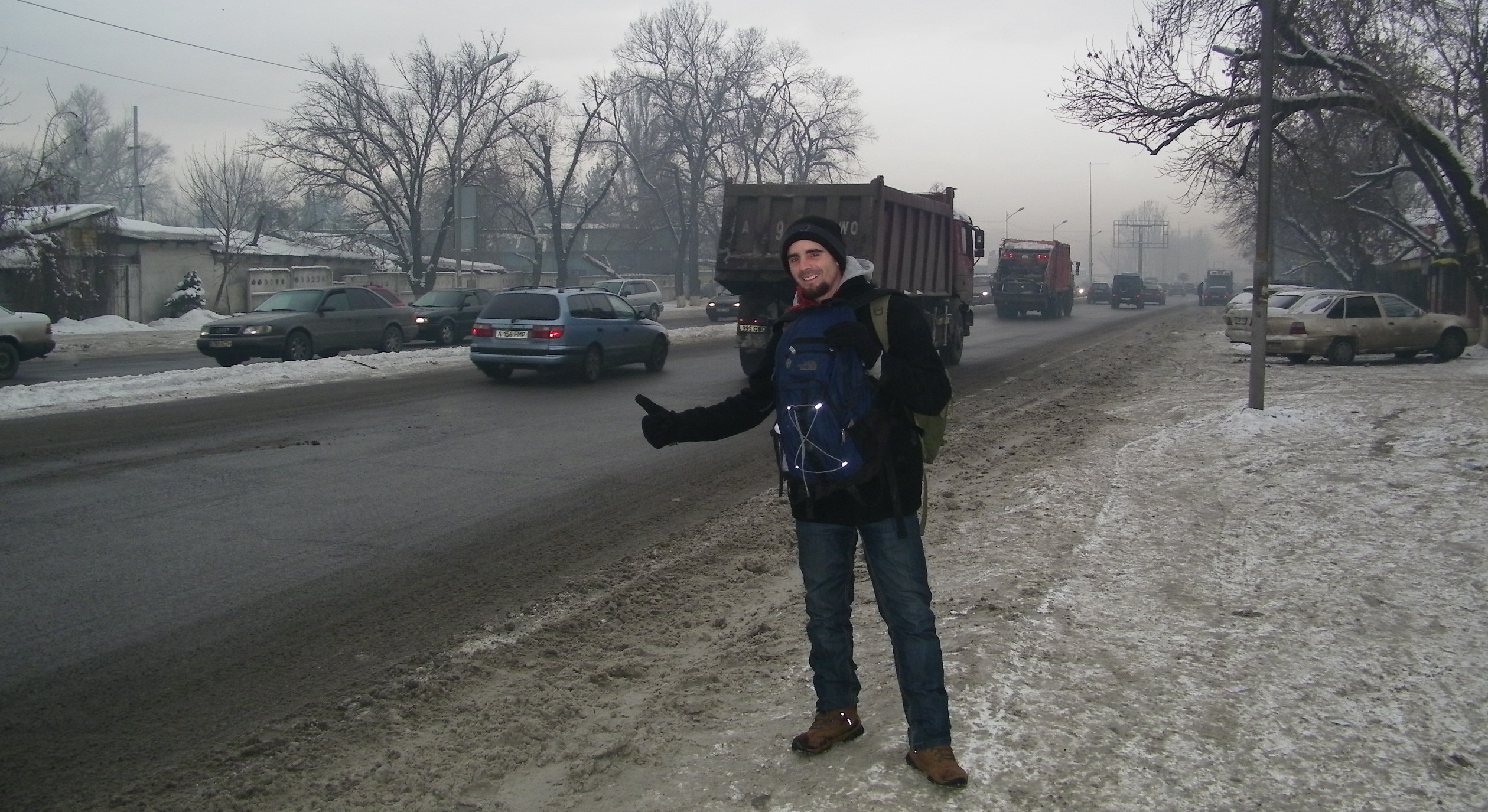
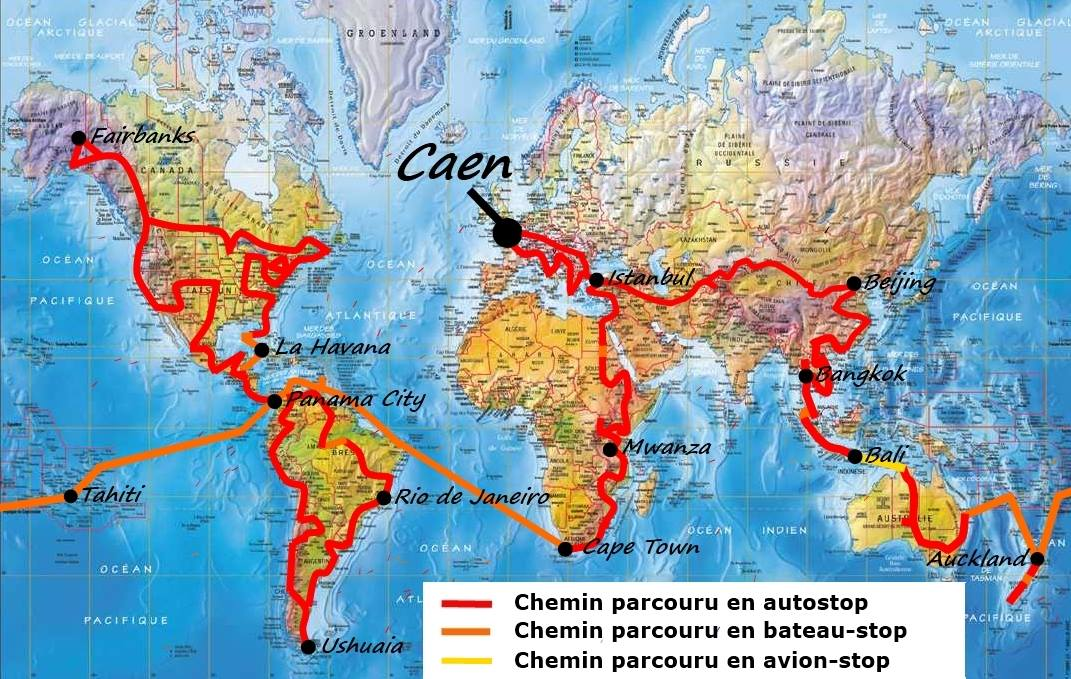